# Masters de Miami 1995
El Abierto de Miami 1995 (también conocido como 1995 Lipton Championships por razones de patrocinio) fue un torneo de tenis jugado sobre pista dura. Fue la edición número 11 de este torneo. El torneo masculino formó parte de los Super 9 en la ATP. Se celebró entre el 17 de marzo y el 26 de marzo de 1995.

## Campeones

### Individuales Masculino
Andre Agassi vence a  Pete Sampras, 3–6, 6–2, 7–6(7–3)

### Individuales Femenino
Steffi Graf vence a  Kimiko Date, 6–1, 6–4

### Dobles Masculino
Todd Woodbridge /  Mark Woodforde vencen a  Jim Grabb /  Patrick McEnroe, 6–3, 7–6

### Dobles Femenino
Jana Novotná /  Arantxa Sánchez Vicario vencen a  Gigi Fernández /  Natasha Zvereva, 7–5, 2–6, 6–3
| Predecesor: Miami 1994 | Masters de Miami 1995 | Sucesor: Miami 1996 |